# Pat Travers
Patrick Henry Travers (Toronto, 12 aprile 1954) è un chitarrista canadese sullo stile di Jimi Hendrix, fondatore della Pat Travers Band nella quale hanno militato musicisti tra cui Pat Thrall, Nicko McBrain, Tommy Aldridge, Peter "Mars" Cowling, Jerry Riggs e Carmine Appice.

## Biografia

### Gli inizi
Pat Travers crebbe nella regione di Toronto, in Canada. Poco dopo aver cominciato le prime lezioni di chitarra, all'età di dodici anni, assistette a un concerto di Jimi Hendrix a Ottawa, e ne rimase impressionato come gli era accaduto per altri musicisti del calibro di Jeff Beck, Eric Clapton e Jimmy Page. Le prime band a cui si unì in adolescenza, The Music Machine, Red Hot e i Merge, suonarono per qualche anno nella zona del Québec.
Durante un concerto con i Merge, Travers venne notato dall'artista rock Ronnie Hawkins, che lo invitò ad unirsi a lui. Il giovane chitarrista spiccò dunque il volo per Londra e firmò un contratto con l'etichetta discografica Polydor poco dopo aver compiuto 20 anni. Il suo album di debutto, Pat Travers, fu pubblicato nel 1976 con la partecipazione del bassista Peter "Mars" Cowling, che sarebbe poi entrato a far parte del gruppo di Pat Travers per molti anni. Nel mese di novembre dello stesso anno, Travers apparve in uno show sulla televisione tedesca, Rockpalast, che venne poi messo in commercio nel DVD Hooked On Music: questa esibizione mostra una prima versione del gruppo musicale di Travers, comprendente Cowling ed il batterista Nicko McBrain (futuro membro della heavy metal band Iron Maiden).
Nel corso del 1977, Travers aggiunse un secondo chitarrista al suo gruppo e cambiò due batteristi, ed al momento di lanciare il quarto album Heat in the Street nel 1978 aveva già messo insieme quella che i fan ed i critici concordano nel definire la formazione classica della Pat Travers Band: questa versione prevedeva Travers alla voce e alla chitarra, Pat Thrall alla chitarra, Cowling al basso e Tommy Aldridge alla batteria e alle percussioni. Il successivo album della band, la registrazione di un live intitolato Go For What You Know, si classificò al 40º posto nelle classifiche statunitensi e fu seguito nel 1980 da Crash and Burn, che risalì ancora di più la classifica, piazzandosi al 20º posto. Da quest'album venne estratto il singolo Snortin' Whiskey, che divenne molto popolare alla radio americana.

### La causa con la Polydor e il declino
La fortuna di Travers cominciò ad offuscarsi nell'agosto 1980. Dopo uno spettacolo al Festival di Reading davanti a un pubblico di 35.000 persone, Thrall e Aldridge annunciarono contemporaneamente di volersi separare dalla band per perseguire altri progetti. Travers e Cowling reclutarono quindi il batterista Sandy Gennaro e nel 1981 commercializzarono Radio Active: a quest'album seguì una tournée in coppia con i Rainbow, e le due band si esibirono nelle maggiori arene del Nord America.
Nonostante il grande successo riscosso dal tour, Radio Active giunse a malapena ad insediarsi nella Top 40: l'album era infatti molto diverso dai lavori precedenti di Travers, molto più incentrato sulle tastiere piuttosto che sulla chitarra. Delusa dalla scarsità delle vendite, la Polydor diede il benservito a Travers, e questi in cambio intentò una causa contro la casa discografica sulla base dei termini del loro contratto, che stabiliva ancora un periodo di collaborazione tra l'artista e la Polydor. Travers vinse la causa, e fu così in grado di produrre Black Pearl nel 1982, un album che riuniva in sé diversi generi musicali.
Due anni dopo, nel 1984, Travers ritornò al suo originale hard rock con l'album Hot Shot, che passò però quasi inosservato se non per il singolo di un certo successo Killer. In questo periodo Travers pubblicò anche Just Another Killer Day, un video di 30 minuti contenente musica da Hot Shot e incentrato sulla storia di aliene molto sexy atterrate sulla Terra per documentarsi sulla musica.
Prima dell'uscita di Hot Shot, Cowling aveva abbandonato la Pat Travers Band, e Travers avrebbe lavorato con diversi bassisti prima del ritorno di Cowling nel 1989. In questo periodo si unì al gruppo anche Jerry Rigs, che formò con Travers un duetto di chitarristi di alta qualità. Dopo l'uscita di Hot Shot nel 1984, la Polydor organizzò l'uscita di una raccolta delle greatest hits di Travers, dopodiché i due rupperò definitivamente le relazioni.

### Gli anni Novanta
La seconda metà degli anni ottanta fu abbastanza estenuante per Travers. Dopo il successo del decennio precedente, si ritrovava ora senza un contratto e costretto per vivere a fare piccoli concerti in nightclub sparsi per tutto il Paese. Nel 1990 riuscì a mettersi d'accordo con una piccola etichetta europea e pubblicò School of Hard Knocks, che venne però totalmente ignorato dalle radio. L'anno successivo venne messo in commercio il video Boom Boom - Live at the Diamond Club, registrazione di un concerto a Toronto, ma ciononostante Travers non riuscì a risollevarsi sino ai livelli di successo che aveva raggiunto dieci anni prima.
Poco tempo dopo, Travers firmò un contratto con la Blues Bureau International Records (BBI), un'etichetta discografica con base in America, fondata dal noto produttore Mike Varney. Nel 1992 Travers fu così in grado di commercializzare l'album Blues Tracks, che gli valse un giudizio molto positivo da parte della critica. Negli anni successivi Travers lavorò a fondo con a BBI, e nel 1993 si separò sia da Peter "Mars" Cowling che da Jerry Rigs, rimpiazzando quest'ultimo con il chitarrista dei Foghat Erik Cartwright per un breve periodo di tempo.

### Anni recenti

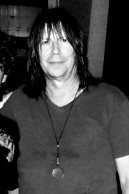
Pat Travers (2009)

Travers non è mai più stato in grado di riconquistare il successo dei primi anni, ma si è guadagnato comunque uno zoccolo duro di fan che si autodefiniscono "Hammer Heads". Esegue regolarmente delle tournée negli Stati Uniti e si è presentato anche in Europa già diverse volte. Nel 2001 ha partecipato al tour «Voices of Classic Rock», ed ha prodotto un lavoro con Leslie West dei Mountain chiamato Rock Forever.
Nel 2004 è cominciata la collaborazione di Travers col batterista Carmine Appice, con cui ha fatto una tournée per gli Stati Uniti. Nel 2006 ha suonato cover dei Led Zeppelin, Montrose, Queen e Trapeze con i Power Trio, con i quali ha pubblicato P.T. Power Trio 2 ed ha fatto una tournée in Europa.

## Vita privata
È sposato con Monica dal 1993, ed ha due figli. Sin dai primi anni di vita ha sofferto di ansia, ma dagli anni 1990, grazie al distacco con i familiari, con i quali non era in buoni rapporti, è riuscito a guarire.

## Discografia

### Album in studio
- 1976 - Pat Travers
- 1977 - Makin' Magic
- 1977 - Putting It Straight
- 1978 - Heat in the Street
- 1980 - Crash and Burn
- 1981 - Radio Active
- 1982 - Black Pearl
- 1984 - Hot Shot
- 1990 - School of Hard Knocks
- 1991 - Boom
- 1992 - Blues Tracks
- 1994 - Blues Magnet
- 1995 - Halfway to Somewhere
- 1996 - Lookin' Up
- 1998 - Blues Tracks 2
- 2000 - Don't Feed The Alligators
- 2000 - Boom Boom - Live at the Diamond 1990
- 2003 - P.T. Power Trio
- 2005 - PT=MC2
- 2006 - P.T. Power Trio 2
- 2012 - Blues On Fire

### Album dal vivo
- 1979 - Live! Go for What You Know
- 1992 - BBC Radio 1 Live Concert
- 1993 - Just a Touch
- 1997 - King Biscuit Live
- 1997 - Whiskey Blues (Boom Boom, Live)
- 2007 - Stick To What You Know, Live in Europe